# NKスホポリェ
NKスホポリェ（NK Suhopolje）は、クロアチアのヴィロヴィティツァ＝ポドラヴィナ郡スホポリェをホームタウンとするサッカークラブである。

## 歴史
1912年にオリンピヤ (Olimpija) として創設され、オリンピヤは1916年まで活動した。
1923年にトミスラヴ (Tomislav) が創設され、1942年まで活動した。1948年にムラドスト (Mladost) が創設され、1958年にSDパルチザンと合併してパルチザン (Partizan) に改称された。1991年にPIKムラドストに改称、1992年にシュポルツカ・チェタ・127.ブリガデ (športska četa 127. brigade) と合併してムラドスト127に改称された。
1995-96シーズンはプルヴァB HNLでNKフルヴァツキ・ドラゴヴォリャツに次ぐ2位になり、プルヴァA HNLで6位から12位になった7チームと争うプレーオフに進出し、最終順位はリーグ10位であった。1996-97シーズンは9位、1997-98シーズンは10位になり残留を果たしたが、1998-99シーズンは最下位に終わり降格した。プルヴァHNLでの記憶に残る試合は1996-97シーズンのクロアチア・ザグレブ戦で、優勝したクロアチア・ザグレブはシーズンを通して勝ち点を9しか失わなかったが、その内の5を失った相手がムラドスト127であった。アウェーのスタディオン・マクシミールでは3-2で勝利し、ホームでは1-1で引き分けた。
2000年に破産した。2001年にHNKスホポリェ (Hrvatski nogometni klub Suhopolje)、2011年にNKスホポリェに改称された。